# سایشی نرم‌کامی واک‌دار
سایشی نرمکامی واکدار یک صامت است که در گفتار برخی از زبان‌های جهان به کار می‌رود. نماد این همخوان در الفبای آوانگاری بین‌المللی ⟨ɣ⟩ است.